# Ibrahim Ilyas
Ibrahim Ilyas Ahmed (Somali Ibraahim Ilyaas Axmed; * 5. März 2000 in Somalia), oder kurz Ibrahim Ilyas, ist ein somalischer Fußballspieler auf der Position eines Stürmers. Er ist zurzeit für den KMC FC in Tansania und die somalische Fußballnationalmannschaft aktiv.

## Karriere

### Verein
Seine Vereinskarriere begann Ilyas in seiner somalischen Heimat, wo er ab dem Jahr 2021 im Kader des Vereins Horseed FC aus der Hauptstadt Mogadischu stand. Ob er dem Verein bereits davor angehörte, ist aus den Quellen ebenso nicht ersichtlich wie genaue Daten über die Anzahl seiner Einsätze. Hier gewann er in der Saison 2021 an der Seite von Joshua Oyoo und Stürmer Farhan Mohamed Ahmed seine erste Landesmeisterschaft. Bis zum Jahr 2023 konnte er mit der Mannschaft an diesen Erfolg nicht mehr anknüpfen und blieb ohne Titel. Zudem nahm er mit dem Verein an der CAF Confederation Cup 2021/22 teil, wo sich die Mannschaft aber bereits in der Vorrunde, dem Gegner Azam FC aus Tansania mit 4:1 nach Hin- und Rückspiel, geschlagen geben musste. 2023 verließ er erstmals seine somalische Heimat in Richtung Tansania und schloss sich dort dem Erstligisten KMC FC aus der Hauptstadt Daressalam an.

### Nationalmannschaft
Sein Debüt für die Somalische Fußballnationalmannschaft gab Farah am 23. März 2022, im Rahmen der Qualifikation zur Afrikameisterschaft 2024 unter Trainer Pieter de Jongh, gegen die Auswahl von Eswatini (0:3). Auch im Rückspiel, vier Tage später, gehörte er zur Startaufstellung der Ocean Stars.

### Erfolge
Verein
- Somalischer Meister (1): 2021